# Lytton Indian Reserve 4A
Lytton Indian Reserve 4A är ett reservat i Kanada.   Det ligger i provinsen British Columbia, i den södra delen av landet, 3 400 km väster om huvudstaden Ottawa.
I omgivningarna runt Lytton Indian Reserve 4A växer i huvudsak barrskog. Trakten runt Lytton Indian Reserve 4A är nära nog obefolkad, med mindre än två invånare per kvadratkilometer.